# Gjergj Kokoshi
Gjergj Kokoshi (ur. 1904 w Szkodrze, zm. 20 sierpnia 1960 w Burrelu) – albański polityk i pedagog, w latach 1944–1945 minister edukacji w rządzie Envera Hodży.

## Życiorys
Był synem Jaçima i Vitore Kokoshi. W 1931 ukończył studia filologiczne w Paryżu, gdzie obronił pracę doktorską z zakresu literaturoznawstwa. Po ich ukończeniu powrócił do rodzinnej Szkodry, gdzie pracował jako nauczyciel w gimnazjum. Wkrótce potem przeniósł się do ministerstwa edukacji, gdzie objął stanowisko dyrektora wydziału d.s. szkół średnich. W 1935 powrócił do pracy nauczyciela.
W 1944 związał się z ruchem oporu i został wybrany do Rady Narodowowyzwoleńczej (namiastki podziemnego parlamentu). W tym samym roku objął funkcję ministra edukacji w Rządzie Tymczasowym kierowanym przez Envera Hodżę, ale w styczniu 1945 podał się do dymisji. Wziął udział w wyborach grudniowych 1945 do parlamentu, ale potem zrezygnował z mandatu deputowanego w proteście przeciwko zablokowaniu opozycji drogi do parlamentu. Wspólnie z Musine Kokalari zabiegał o pomoc brytyjską dla opozycji politycznej w Albanii. Był związany z tajną organizacją antykomunistyczną Bashkimi Demokratik (Związek Demokratyczny).
23 stycznia 1946 aresztowany przez funkcjonariuszy Departamentu Obrony Ludu pod zarzutem szpiegostwa na rzecz Wielkiej Brytanii. Zarzuty dotyczyły rozmów, które prowadził 16 listopada 1945 z oficerami brytyjskiej misji wojskowej w Albanii, dotyczące tworzenia opozycji politycznej i legalności wyborów parlamentarnych.
W 1946 stanął przed sądem wojskowym, który 2 lipca 1946 skazał go na 20 lat więzienia uznając za "wroga ludu", działającego w organizacji terrorystycznej. Zmarł w trakcie odbywania kary w więzieniu w Burrelu.